# José María Recarte Mendiluce
José María Recarte Mendiluce (San Sebastián 1915 - 1993) fue un médico urólogo español que contribuyó al desarrollo de la especialidad en España.
Presidió el XXXVIII Congreso Nacional de  Urología y II Ibero-Americano celebrado  en San Sebastián el  25-27 de junio de 1973.

## Biografía y trayectoria profesional
Nació en San Sebastián y estudió medicina en la Universidad Central de Madrid.
Se formó en Urología con el Dr. Couverlaire en el Hospital Necker de París. Posteriormente aumentó sus conocimientos con Antonio  Puigvert y José María Gil Vernet.
Regresó a San Sebastián donde trabajó en el Hospital Civil San Antonio Abad y en la Clínica Nuestra Señora del Pilar.
Presidió el 38.º Congreso Iberoamericano de Urología en San Sebastián en 1973 y fue también Presidente de Honor del IX Reunión Nacional del Grupo Urológico.
Dejó una estela de discípulos en la comarca.